# Немецкая экономическая комиссия

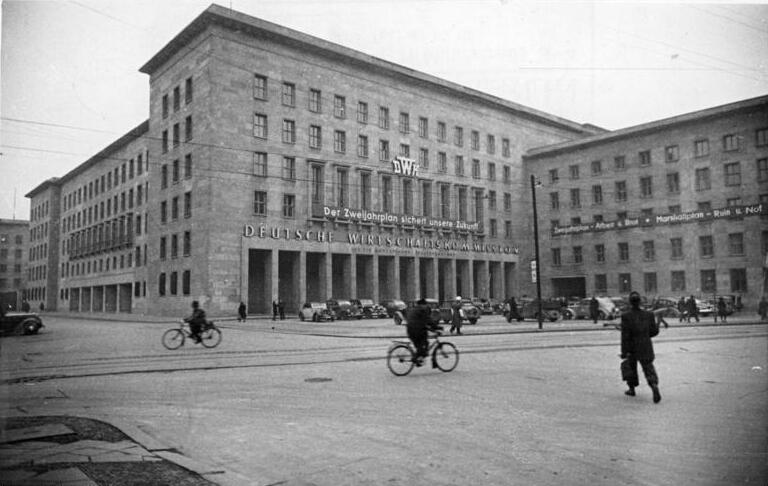
Здание Немецкой экономической комиссии в январе 1949 г., Лейпцигерштрассе, угол Вильгельмштрассе в Берлине (с 1992 г. Детлев-Роведдер-Хаус)

Немецкая экономическая комиссия (нем. Deutsche Wirtschaftskommision, DWK) была центральным органом управления Германии в советской зоне оккупации и до 7-го октября 1949 г. (основание Германской Демократической Республики) несла функции, подобные правительству.

## История
Экономическая комиссия была создана на основании приказа № 138 Советского военного управления в Германии (нем. Sowjetischen Militäradministration in Deutschland, сокр. SMAD) 11 Она существовала до образования ГДР 7 октября 1949 года.
Комиссии через SMAD были подчинены центральные органы управления, созданные ещё в 1945 году для различных секторов экономики, финансов, социальной сферы и других областей. Позже к этому добавились центральные управления по делам переселенцев, статистика, межзональная и внешняя торговля, а также секвестр и конфискация. Не были включены в комиссию внутренние дела, народное образование и судебная система. В принципе, центральные администрации оставались независимыми друг от друга.
Членами комиссии были президенты центральных управлений промышленности, торговли, транспорта, сельского и лесного хозяйства, а также топлива и энергетики. К ним присоединились первые председатели ОСНП и АКВ. Во-первых, не было самого председателя комиссии.
Комиссия служила для координации деятельности центральных администраций. Кроме того, были добавлены контакты с SMAD и обеспечение поставок репараций.
Из-за кризисного экономического развития в СБЗ и после провала Лондонской конференции министров иностранных дел в декабре 1947 года произошла реорганизация комиссии. Приказом № 32 SMAD от 12 февраля 1948 года она была уполномочена издавать постановления и приказы в отношении немецких органов в СБЗ. Теперь были пленарные заседания и секретариат. Кроме того, были установлены постоянный председатель Генрих Рау, а также два заместителя Бруно Лейшнер и Фриц Зельманн. Все трое были членами СЕПГ. Они смогли сделать обязательные распоряжения для аппарата комиссии. Секретариат из десяти человек насчитывал только одного представителя партий ХДС и ЛДП, что способствовало расширению превосходства СЕПГ.
Теперь к комиссии были присоединены также управление экономикой и планирование. Также в 1948 году центральные администрации были переименованы в главные, увеличив их численность с 14 до 17. Число членов комиссии увеличилось с 38 до 101 человека из управлений с 27 ноября 1948 года. Кроме того, в настоящее время в нём приняли участие 48 представителей «населения», 15 представителей партий и 10 представителей массовых организаций, таких как ОСНП.
НЭК централизованно участвовал в привлечении активов в СЗО, например, приняв правила исполнения приказа SMAD № 201, опираясь на директиву Союзного контрольного совета № 38 о денацификации, или принятие правил исполнения приказа SMAD № 64. Он постепенно расширял свое влияние на всю экономическую жизнь СЗО, включая частную отрасль, и в значительной степени национализированные области сельского хозяйства, торговли и банков, а также на другие области, такие как научные исследования. Таким образом, она достигла значительной централизации ещё до создания ГДР. В конце концов, секретариат Экономической комиссии выполнял функции, похожие на правительственные. 7 Октября 1949 года Комиссия и связанный с ней аппарат численностью более 10 000 человек вошли в состав «Временного правительства» ГДР.

## Штаб-квартира Экономической комиссии
Экономическая комиссия размещалась в здании бывшего имперского министерства авиации, ныне дома Детлева-Рохведдера в Берлине.